# Riccardo III d'Inghilterra
Riccardo III (Fotheringhay Castle, 2 ottobre 1452 – Market Bosworth, 22 agosto 1485) fu l'ultimo sovrano d'Inghilterra appartenente alla casa di York e regnò dal 1483 fino alla sua morte.
La deformità del suo corpo, descritta seppur in modo esacerbato da William Shakespeare nella tragedia Riccardo III, è stata confermata dal ritrovamento dello scheletro. Le testimonianze del tempo dicono che venisse soprannominato "Il Fermo" per via del fatto che, complice la sua forte scoliosi, non riuscisse a svolgere in modo agile vari movimenti.

Era il dodicesimo e penultimo figlio del duca di York e futuro protettore del regno d'Inghilterra e pretendente al trono d'Inghilterra, Riccardo Plantageneto, e di Cecilia Neville. La sua morte sul campo di battaglia contro Enrico Tudor ha segnato la fine dell'età medievale in Inghilterra.
Dopo la morte del fratello Edoardo IV, Riccardo governò per poco tempo come reggente in vece del nipote Edoardo V, con il titolo di Lord Protettore. Furono predisposti i preparativi per l'incoronazione di Edoardo, che si sarebbe dovuta tenere il 22 giugno 1483, ma prima che il giovane re (alloggiato negli appartamenti reali della Torre di Londra insieme al fratello minore Riccardo Plantageneto, I duca di York), potesse essere incoronato, il matrimonio del padre con sua madre Elisabetta Woodville fu dichiarato non valido (Edoardo IV aveva precontratto matrimonio con Eleanor Butler, figlia di Lord Talbot, conte di Shrewsbury): i figli della loro unione furono quindi dichiarati illegittimi e ineleggibili per il trono.
Il 25 giugno un'assemblea di lord e rappresentanti dei tre stati avallò la richiesta che Riccardo assumesse la corona. Il giorno successivo il duca di Buckingham presentò ufficialmente la petizione (Titulus Regius) e Riccardo III iniziò il suo regno e fu incoronato il 6 luglio 1483. I giovani principi non furono più visti in pubblico dopo l'agosto del 1483 e circolarono voci, mai provate, che essi fossero stati uccisi su ordine di Riccardo, dando vita alla leggenda dei Principi nella Torre.

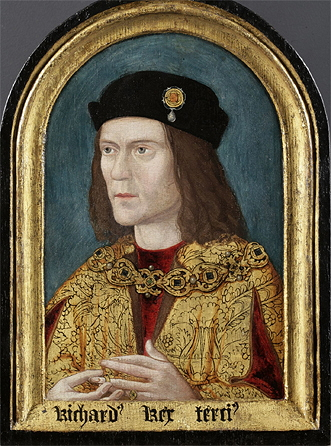
Ritratto postumo di Riccardo III, realizzato verso il 1520

Ci furono due ribellioni contro Riccardo. La prima, nell'ottobre del 1483, fu guidata da precedenti alleati di Edoardo IV e anche dal precedente alleato di Riccardo, Enrico Stafford, 2º Duca di Buckingham, suo cugino di secondo grado. La rivolta fallì e Buckingham fu giustiziato il 2 novembre a Salisbury. Nell'agosto del 1485 scoppiò un'altra ribellione, guidata da Enrico Tudor, conte di Richmond, e da suo zio Jasper Tudor. Enrico Tudor sbarcò nel sud del Galles con un piccolo contingente di truppe francesi e successivamente marciò attraverso la sua regione natale, il Pembrokeshire, reclutando ulteriori forze. Le truppe di Enrico si scontrarono con quelle di Riccardo nella battaglia di Bosworth Field (anche conosciuta come Redmore o Dadlington Field), combattuta intorno ad Ambion Hill, vicino alla cittadina di Market Bosworth, a pochi chilometri da Leicester. Riccardo fu accerchiato e ucciso, divenendo così l'ultimo re inglese a morire in battaglia e l'unico ad essere stato ucciso sul suolo inglese dalla morte di Harold II nella battaglia di Hastings del 1066. La battaglia segna tradizionalmente la fine della guerra delle Due Rose e l'ascesa al trono della dinastia Tudor con Enrico VII d'Inghilterra, nipote di Enrico VI e marito di sua nipote Elisabetta di York (la figlia di Edoardo IV e sorella dei Principi della Torre). La dinastia sarà successivamente segnata dal regno del loro figlio Enrico VIII, fautore dello Scisma Anglicano, e dai regni dei nipoti Edoardo, Maria ed Elisabetta.

## Biografia

### Infanzia e giovinezza
Riccardo nacque il 2 ottobre del 1452 presso il castello di Fotheringhay, dodicesimo figlio di Riccardo Plantageneto, III duca di York, pretendente al trono d'Inghilterra per diritto di nascita, e di Cecilia Neville. Quegli anni marcarono in Inghilterra l'inizio della Guerra delle Due Rose, un periodo di tre o quattro decenni nella seconda metà del quindicesimo secolo caratterizzati da instabilità politica abbinata ad esplosioni di aperta guerra civile tra i sostenitori del padre di Riccardo e della Casa degli York schierati contro il regime di Enrico VI d'Inghilterra della Casa di Lancaster.
Alla morte del padre e del fratello maggiore, Edmondo, conte di Rutland, nella battaglia di Wakefield il 30 dicembre 1460, Riccardo, che allora aveva otto anni, fu inviato dalla madre, insieme al fratello Giorgio, nei Paesi Bassi, affinché fosse più al sicuro. L'anno seguente, a seguito della vittoria di Towton conseguita dal fratello maggiore, il futuro re Edoardo IV d'Inghilterra, Riccardo fu richiamato in patria e partecipò alla cerimonia di incoronazione di Edoardo nel giugno del 1461. In questo anno il fratello gli conferì il titolo di Duca di Gloucester e lo nominò cavaliere dell'Ordine della Giarrettiera e dell'Ordine del Bagno.
Successivamente fu inviato al castello di Middleham nel Wensleydale, regione nel nord dello Yorkshire, dove trascorse diversi anni per completare la sua formazione sotto la tutela del cugino Richard Neville, XVI conte di Warwick, altrimenti noto come "Kingmaker" a causa del suo ruolo e della sua influenza nelle vicende della Guerra delle Due Rose. Nell'autunno del 1465 re Edoardo concesse al conte 1000 sterline per le spese relative all'addestramento del suo giovane fratello. Con qualche interruzione, Riccardo restò a Middleham o dagli ultimi mesi del 1461 fino all'inizio del 1465 o, più probabilmente, dal 1465 fino al compimento della sua maggiore età nel 1468, quando compì sedici anni.
Durante l'adolescenza Riccardo sviluppò una forma di scoliosi idiopatica. Nel 2014 l'osteoarcheologa Jo Appleby dell'Università di Leicester condusse uno studio della colonna vertebrale dello scheletro di Riccardo III, di cui ricostruì un modello 3D. Lo studio indicò che, anche se la scoliosi spinale appariva a prima vista importante, probabilmente non causava gravi deformità fisiche che non potessero essere mascherate dal vestiario. Questo confermerebbe le descrizioni dell'epoca di Riccardo come guerriero valoroso e attivo in battaglia, oltre che uomo di piacevole aspetto e amante della musica e della danza..
Presso il tutore Riccardo sviluppò una stretta amicizia con Francis Lovell, un suo importante sostenitore in età adulta, e con la sua futura moglie Anna Neville, figlia secondogenita del conte di Warwick. È possibile che già in questa fase si stesse considerando un'unione tra le figlie di Warwick, Isabella e Anna, e i giovani fratelli del re: i giovani aristocratici venivano spesso inviati presso le famiglie dei loro futuri sposi per completare la loro educazione, come era successo nel caso del padre dei giovani duchi. Tuttavia, quando le relazioni tra il re e Warwick si fecero più tese, Edoardo IV si oppose ad una qualsiasi unione di questo tipo. Finché Warwick fu in vita, solo Giorgio si unì in matrimonio con la maggiore delle figlie del conte e sposò Isabella il 12 luglio 1469, senza il permesso del re suo fratello: il matrimonio fu celebrato in segreto a Calais, città inglese sulla costa francese di cui Warwick era capitano. Giorgio si unì poi alla prima rivolta del suocero contro Edoardo, mentre Riccardo rimase fedele al re, anche se le voci continuarono ad accomunare il suo nome con quello di Anna Neville almeno fino all'agosto del 1469.
A dispetto della giovane età, il principe fu coinvolto nelle vicende politiche della guerra delle Due Rose sin dall'età di undici anni (1464), quando il fratello Edoardo lo nominò Commissario di Reclutamento per le contee occidentali, per poi ottenere un comando indipendente all'età di diciassette. Nel 1470 le sorti della famiglia di York si oscurarono quando Warwick disertò a favore della regina Margherita d'Angiò, moglie di Enrico VI d'Inghilterra, la quale era di fatto leader dei lancasteriani per via della debolezza mentale del marito; nella seconda metà del 1470 Warwick invase l'Inghilterra dalla Francia ed Edoardo IV fuggì con il fratello Riccardo, il cognato Anthony Woodville e il seguace William Hastings in Borgogna, sede del cognato Carlo il Temerario. Il duca di Borgogna aveva, infatti, sposato Margherita di York, sorella di Edoardo IV. L'altro fratello di Edoardo IV, Giorgio di Clarence, rimase presso Warwick.
Nel marzo 1471, però, gli York sbarcarono nuovamente in Inghilterra ed il loro esercito, rafforzato dalle truppe di Clarence che abbandonò il suocero per riunirsi ai fratelli, riuscì a sconfiggere le truppe fedeli ai Lancaster nelle battaglie di Barnet e Tewkesbury, in cui il diciottenne Riccardo si distinse per il coraggio Nella primavera del 1471 Edoardo IV fu restaurato sul trono senza che la contrapposta fazione dei Lancaster potesse opporre ulteriore resistenza, a causa della cattura di Enrico VI e della morte del Principe di Galles, Edoardo di Lancaster, sul campo di Tewkesbury. Enrico VI morì poco dopo nella Torre di Londra dove era stato alloggiato, ufficialmente per il dolore per la morte del figlio, probabilmente ucciso per ordine di Edoardo IV che non voleva rischiare ulteriori insurrezioni in suo favore

### Vita privata e familiare

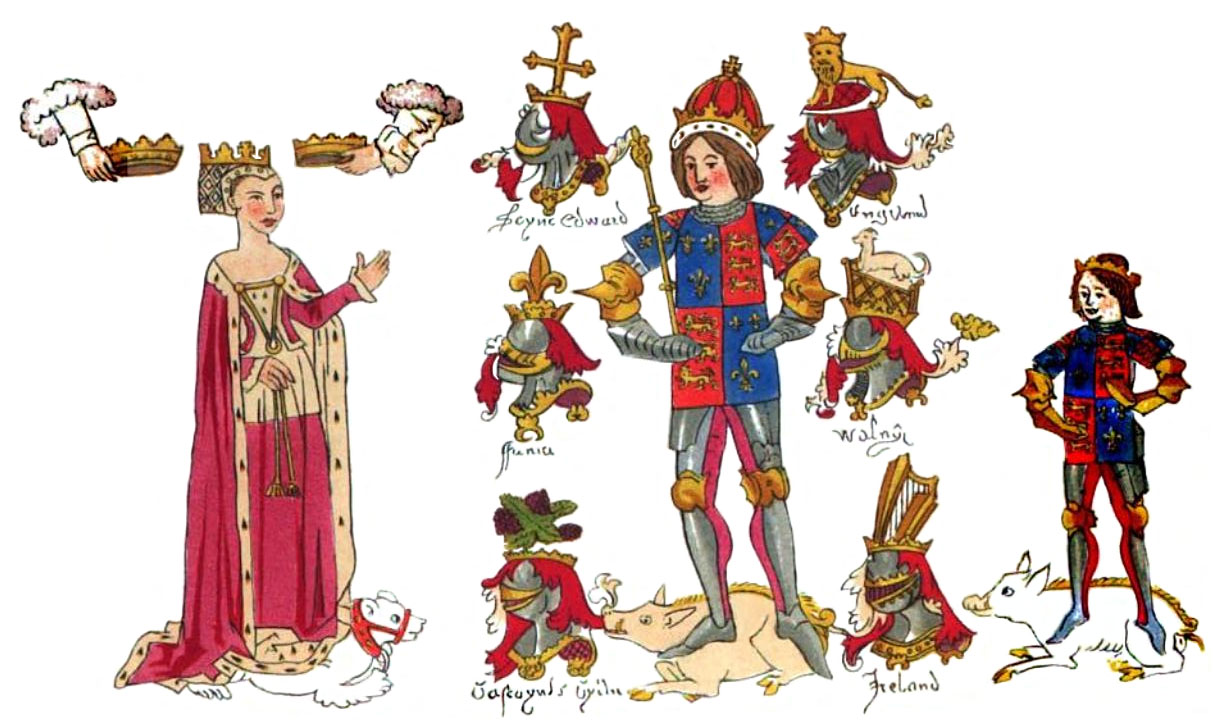
Miniatura di Riccardo III, la moglie, Anna Neville sposata nel 1472, e il loro figlio Edoardo, Principe di Galles

Successivamente alla restaurazione di Edoardo IV sul trono nel maggio del 1471, Riccardo sposò Anna Neville, figlia del conte di Warwick, vedova del defunto Principe del Galles Edoardo di Lancaster, morto il 4 maggio 1471 alla battaglia di Tewkesbury. Anna era stata data in sposa a Riccardo per siglare la nuova alleanza del padre con la fazione dei Lancaster, ma Warwick stesso era stato sconfitto ed ucciso alla battaglia di Barnet il 14 aprile 1471.
Il matrimonio con Anna (di cui non si ha data certa, anche se fu celebrato molto probabilmente nella primavera del 1472) portò Riccardo allo scontro con il fratello Giorgio, duca di Clarence, marito di Isabella Neville, sorella di Anna e quindi principale beneficiario dell'eredità del duca di Warwick, privo di eredi maschi. Clarence, infatti, per ottenere l'eredità teneva Anna praticamente in stato di prigionia. Si narra che Clarence arrivò a nasconderla in una taverna di Londra travestita da sguattera delle cucine per tenerla lontana dal fratello, finché Riccardo la rintracciò e la scortò alla chiesa di San Martino le Grand. Da una lettera di John Paston, datata 17 febbraio 1472, in cui viene riportata l'affermazione di Clarence che "Egli (Riccardo) può sì avere in moglie la mia signora sua cognata, ma non avranno parte alla rendita", emerge che lo scontro relativo al matrimonio non era ancora risolto a quella data. Per ottenere il consenso finale del fratello Giorgio al matrimonio, Riccardo rinunciò alla maggior parte delle terre e delle proprietà di Warwick, inclusi il titolo di Conte di Warwick (che il Kingmaker aveva ottenuto in conseguenza dell'eredità della moglie Anna Beauchamp), il titolo di Conte di Salisbury e rinunciò in favore di Clarence all'incarico di Gran Ciambellano d'Inghilterra. Conservò invece i possedimenti dei Neville, che gli erano già stati assegnati l'anno prima con atto del 26 giugno 1471, i castelli e terreni di Penrith, Sheriff Hutton e Middleham, che scelse come residenza coniugale.

La necessaria dispensa papale fu ottenuta con data 22 aprile 1472, sebbene alcuni storici moderni speculino sulla validità dei termini della dispensa, che sottovaluterebbe deliberatamente il grado di parentela dei due sposi per evitare di incorrere in una forma di illegalità per consanguineità di primo grado. Un problema di consanguineità di primo grado, secondo il codice canonico dell'epoca, si ebbe nel caso di Enrico VIII e della vedova di suo fratello, Caterina d'Aragona. Nel loro caso la dispensa papale fu ottenuta dopo che Caterina dichiarò che il matrimonio con l'allora quindicenne Arturo non era stato consumato. Nel caso di Riccardo, ci sarebbe stato un problema di consanguineità di primo grado se, in caso di vedovanza, avesse voluto sposare la cognata Isabella, ma questo tipo di problema non sussisteva nel caso di Riccardo e Anna. In ogni caso, il matrimonio di Riccardo e Anna non fu mai dichiarato nullo, e fu sotto gli occhi di tutti, inclusi avvocati canonici e secolari, per 13 anni, se mai furono sollevate obiezioni furono giudicate prive di fondamento e respinte.

Vetrata con i ritratti di Riccardo III e di Anna Neville al castello di Cardiff

Nel giugno del 1473 Riccardo convinse la suocera a lasciare il santuario ove si era rifugiata e a venire a vivere sotto la sua protezione a Middleham, mentre nello stesso anno, sulla base dell'Act of Resumption, Clarence fu costretto a cedere parte delle proprietà che aveva ottenuto per concessione del re a vantaggio del fratello minore.
L'intento del sovrano, come si evince da un'altra lettera di John Paston datata novembre 1473, fu quello di soffocare il reciproco risentimento, e a tale scopo, agli inizi del 1474, con atto parlamentare, fu disposto che entrambi i fratelli e le loro mogli avrebbero goduto dell'eredità di Warwick e di sua moglie Anna Beauchamp come se la contessa, ancor vivente, “fosse morta”. I dubbi sollevati da Clarence sulla validità del matrimonio tra Riccardo e Anna furono affrontati con una clausola che proteggeva i loro diritti in caso di divorzio (ovvero nel caso in cui il loro matrimonio fosse stato dichiarato nullo dalla Chiesa) e si fossero poi risposati tra loro legalmente, clausola che proteggeva anche i diritti di Riccardo nell'attesa che questo eventuale secondo matrimonio legale con Anna fosse formalizzato. L'anno seguente Riccardo ottenne tutte le terre di Neville nel nord dell'Inghilterra a spese del giovane cugino di Anna, George Neville, figlio di John Nelle morto in battaglia a Barnet insieme al fratello Richard conte di Warwick, nonostante il malcontento di Clarence.
Da questo punto i rapporti tra Giorgio e il fratello re Edoardo degenerarono progressivamente fino al culmine nel 1477 quando, alla morte di Isabella Neville, Clarence non ottenne la possibilità di sposare Maria di Borgogna, la figliastra della sorella Margherita di York, anche se manca ogni prova del coinvolgimento di Riccardo nella successiva imputazione di Clarence per alto tradimento e nella sua esecuzione nel febbraio del 1478. In una missiva al conte di Desmond del 1483, Riccardo attribuisce la morte del fratello all'ostilità del clan dei Woodville e si è avanzata l'ipotesi che l'esecuzione di Clarence, già sfuggito per due volte in precedenza al patibolo quando nel 1469 e 1470 aveva tradito il fratello Edoardo insieme al suocero Warwick, possa essere riferita al fatto che avesse, prima di Riccardo, scoperto il segreto del precontratto matrimoniale di Edoardo e della nullità del matrimonio con Elisabeth Woodville
Riccardo ed Anna ebbero un figlio:
- Edoardo Plantageneto (conosciuto anche come Edoardo di Middleham), nato intorno al 1473 e morto nell'aprile del 1484 non molto dopo esser stato nominato Principe di Galles.

Prima del matrimonio, Riccardo ebbe inoltre due figli illegittimi, pubblicamente riconosciuti anche se privi di diritti ereditari. Entrambi i figli illegittimi sopravvissero al padre, anche se di poco e apparentemente senza figli:
- Giovanni di Pontefract, cui diede il titolo di Capitano di Calais con patente reale dell'11 marzo 1485[38], probabilmente giustiziato nel 1499 da Enrico VII, anche se si perdono sue tracce documentate già da dopo la battaglia di Stoke del 1487, una delle ultime rivolte yorkiste contro il nuovo regime di Enrico VII
- Caterina, sposata nel 1484 con William Herbert, II conte di Pembroke, morta prima dell'incoronazione della cugina Elisabetta di York nel 1487. Si è ritenuto che la madre potesse essere stata Caterina Haute, il cui nome è presente negli archivi di famiglia legato ad una modesta rendita annuale di 100 scellini concessale da Riccardo nel 1477, ben dopo la nascita di Caterina, che per la legge canonica dell'epoca doveva avere almeno 12 anni all'epoca del suo matrimonio nel 1484.

### Vita durante il regno di Edoardo IV

#### Status e titoli
Riccardo ottenne, il 1º novembre del 1461, il ducato di Gloucester e il 12 agosto dell'anno successivo vasti latifondi nell'Inghilterra settentrionale, comprese le Signorie di Richmond nello Yorkshire, e di Pembroke, in Galles. Sempre nel 1462 ottenne le terre incamerate dal conte De Vere, lancasteriano, conte di Oxford, nell'East Anglia, e per il suo compleanno fu creato Constable di Gloucester e dei Corfe Castles e nominato governatore del Nord, divenendo così il nobile più ricco e potente in Inghilterra.
Il 17 ottobre 1469 ottenne il titolo di Constable of England e il mese seguente sostituì William Hastings, I barone Hastings come presidente della Corte suprema del Galles del Nord, preludio per la nomina, nel 1470, alla carica di Chief Steward Chamberlain del Galles. Il 18 maggio 1471 Edoardo IV conferì al fratello gli incarichi di Gran Ciambellano e Lord High Admiral of England, cui poi seguirono i titoli di High Sheriff of Cumberland a vita, Lieutenant of the North and Commander-in Chief against the Scots and hereditary Warden of the West Marches; infine, il 14 luglio dello stesso anno ottenne le Signorie delle roccaforti Sheriff Hutton e Middleham nello Yorkshire e Penrith a Cumberland, che erano appartenute a Richard Neville, XVI conte di Warwick.

#### Esilio e ritorno
Nell'ultima parte del regno di Edoardo IV, Riccardo dimostrò la sua lealtà e abilità di comandante militare. Nel 1470, infatti, Warwick, alleatosi con la regina Margherita d'Angiò e con Giorgio, duca di Clarence, si ribellò ad Edoardo e restaurò sul trono Enrico VI di Lancaster. Colto di sorpresa, Edoardo IV fuggì insieme a Gloucester, Lord Hastings e Antonio Woodville, conte di Rivers; fallito il tentativo di Lord Montagu, fratello di Warwick, di catturarli a Olney, salparono il 2 ottobre da King's Lynn con due navi.
Edoardo IV sbarcò a Marsdiep e Riccardo in Zelanda, ma in condizioni di ristrettezze tali che Edoardo dovette pagare il viaggio vendendo il proprio mantello di pelliccia e Riccardo dovette prendere in prestito tre sterline dall'ufficiale giudiziario di Zelanda Luflofs. Furono raggiunti da un mandato di cattura di Warwick solo il 26 novembre, mentre ormai risiedevano a Bruges insieme a Louis de Gruthuse, l'ambasciatore della Borgogna presso la corte di Edoardo.
Grazie all'appoggio del cognato Carlo il Temerario, i due fratelli poterono ottenere 36 navi e 1.200 soldati, con cui salparono da Vlissingen alla volta dell'Inghilterra l'11 marzo del 1471. Le tempeste, tuttavia, impedirono lo sbarco nella fedele East Anglia e li costrinsero a sbarcare presso Holderness; la città di Hull negò l'ingresso, ma Edoardo riuscì ad entrare a York affermando, come aveva compiuto un tempo Enrico di Bolingbroke, che rivendicava il ducato di York e non la corona.

#### Campagna militare
Una volta entrati a York, Clarence cambiò fronte e si schierò con i fratelli, permettendo ad Edoardo di iniziare una rapida offensiva per riconquistare il trono perduto, avendo come proprio luogotenente lo stesso Riccardo. Nella battaglia di Barnet, il 14 aprile del 1471, Riccardo, al suo primo comando, aggirò con successo l'ala del duca di Exeter, influendo non poco sulla vittoria finale.
Altri, invece, pur riconoscendo il personale coraggio, sostengono che il suo apporto possa essere stato sopravvalutato, anche se risulta innegabile il fatto che Gloucester partecipò con la propria guardia nei combattimenti più accaniti. Infine, nella decisiva battaglia di Tewkesbury, avvenuta il 4 maggio dello stesso anno, Riccardo, secondo una fonte contemporanea, guidò l'avanguardia dell'esercito fedele alla casa di York, riuscendo a scompaginare la controparte avversaria, guidata da Edmund Beaufort, IV duca di Somerset e, nel suo ruolo di Constable of England, presiedette il processo ai leader lancasteriani catturati.

#### Consiglio del Nord
La vittoria di Tewkesbury permise il ritorno di Edoardo IV sul trono. Egli, per premiare il fratello del suo ruolo, lo inviò nel nord, a York, ove era assai amato ed ottenne la presidenza del Consiglio del Nord, organo amministrativo istituito nel 1472 allo scopo di migliorare il controllo del governo centrale e le condizioni socio-economiche dell'Inghilterra settentrionale con specifiche competenze giudiziarie civili, dispute sui terreni e penali.
Come presidente del Consiglio del Nord, Riccardo ottenne un budget di 2.000 marchi annui, il diritto di stilare un regolamento autonomo, che emanò nel luglio del 1472 imponendo ai consiglieri di agire in modo imparziale, di dichiarare i propri interessi in conflitto con la funzione e di incontrarsi in seduta plenaria almeno ogni tre mesi. Il consiglio rimase in vigore anche durante il regno di Riccardo stesso, che lo affidò al nipote John de la Pole, I conte di Lincoln, al quale garantì anche il diritto di amministrare la giustizia in nome del re.

#### La guerra con la Scozia
Il suo crescente ruolo nel nord sin dalla metà del 1470 spiegò il suo ritiro quasi assoluto dalla corte del fratello, anche perché, ormai, diveniva sempre più incombente la minaccia della Scozia. Il 12 maggio del 1480 Riccardo fu investito del titolo di Luogotenente generale del Nord allo scopo di respingere i sempre più frequenti attacchi scozzesi, con la possibilità di imporre leve militari e contribuzioni straordinarie e di attuare qualunque azione necessaria per la difesa della frontiera.
Nel novembre del 1480, Edoardo IV inviò alla Scozia una formale dichiarazione di guerra e concesse al fratello il comando supremo dell'esercito del nord e 10.000 £ per il soldo alle truppe. Il conflitto fu piuttosto incerto; gli scozzesi, infatti, conquistarono Berwick-upon-Tweed e per due anni ingaggiarono una dura guerriglia; solo il 24 agosto del 1482 l'esercito di Riccardo, forte di 20.000 soldati, poté, con l'aiuto di Sir Edward Woodville, del duca del Northumberland, di Lord Stanley e di Lord Dorset, riconquistare la città.
Fu quindi appoggiato un tentativo di colpo di stato di Alexander Stewart nei confronti del fratello, re Giacomo III di Scozia, ma il tentativo fallì e fu stipulato un trattato di pace che riconosceva agli inglesi le conquiste ottenute. Il trattato segnò l'ultima volta che un Royal Burgh fu trasferito da un regno all'altro. Per il suo importante ruolo nella guerra, anche se gli storici addebitano la vittoria inglese principalmente alle divisioni in campo nemico, Riccardo fu ampiamente elogiato dal fratello in una lettera datata maggio 1480 in cui il sovrano evidenziava la comprovata capacità del fratello nelle arti belliche.
Fu forse questa lontananza dalla corte, giustificata dagli impegni bellici, ad impedirgli ogni forma di intervento negli intrighi di corte di cui fu principale esponente (e vittima) il fratello Giorgio, duca di Clarence. Egli, infatti, non aveva perdonato a Riccardo il matrimonio con Anna Neville e l'eredità del conte di Warwick e allo stesso tempo aveva suscitato il sospetto del re per il sostegno dato ai traditori Stacy e Burdett (sostenitori dei Lancaster) e per la richiesta, rifiutata, di risposarsi con la nipote Maria di Borgogna.
Clarence fu arrestato per alto tradimento su ordine di re Edoardo IV, che condusse personalmente l'accusa contro il fratello nel dibattimento presso il Parlamento cui l'imputato rimase contumace. Concluso il processo, fu condannato a morte e giustiziato segretamente il 18 febbraio del 1478 (secondo la tradizione riportata da Shakespeare in "The Life and Death of King Richard III", per annegamento in un tino di vino di malvasia).

### Ascesa al trono

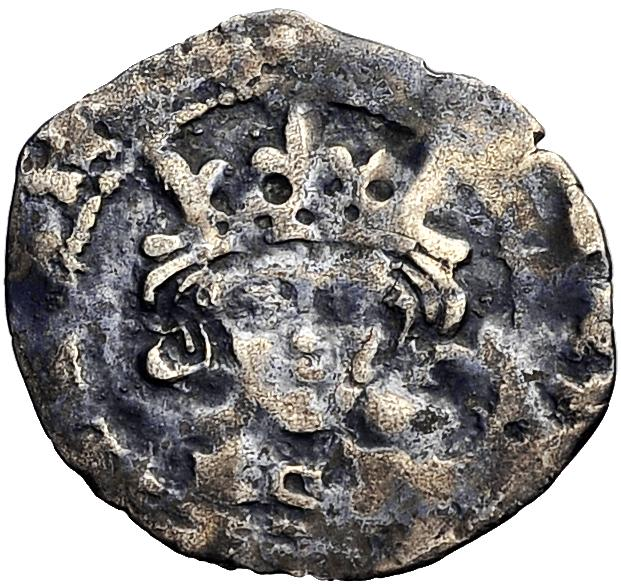
Penny di Riccardo III

Alla morte di Edoardo IV, il 9 aprile 1483, dopo tre settimane di malattia, il suo figlio ed erede, Edoardo V, dodicenne, si trovava a Ludlow mentre lo zio paterno, Lord Protettore, Riccardo, duca di Gloucester, era a Middleham nello Yorkshire.
Riccardo ricevette la notizia della morte del fratello intorno al 15 aprile da parte di William Hastings, che lo esortò a raggiungere la capitale, anche se è probabile che fosse già stato messo al corrente della malattia di Edoardo IV. Riccardo fece immediatamente giuramento di fedeltà al nuovo sovrano nella cattedrale di York
Quanto alle volontà testamentarie del defunto sovrano, la Croyland Chronicle riporta che Edoardo IV aveva designato personalmente il fratello Riccardo come Lord Protettore per conto del figlio; non ci è però giunto alcun documento autografo che lo dimostri ed il Consiglio Privato aveva la possibilità di ignorare le volontà esecutive del monarca, come dimostra il precedente di Enrico V. In ogni caso, sia Edoardo V sia Riccardo partirono separatamente per Londra, con l'accordo di riunirsi lungo il tragitto.
La situazione politica già precaria degenerò quando Antonio Woodville, II conte di Rivers, e suo nipote Richard Grey, fratello di Thomas Grey lord Dorset, rispettivamente zio materno e fratellastro di Edoardo V e quindi esponenti principali della fazione che sosteneva l'assai impopolare regina madre, radunarono 2.000 armati per scortare il nuovo re da Ludlow a Londra e presero il controllo della Torre di Londra, del tesoro, ivi custodito, e dell'intera marina militare, dimostrando quindi apertamente la loro intenzione di prendere il controllo del Consiglio di reggenza.
Il 29 aprile il Duca di Buckingham incontrò il Duca di Gloucester a Northampton per avvisarlo delle preponderanti forze degli avversari i quali, violando i patti, avevano raggiunto Stony Stratford, 14 miglia più vicino a Londra del luogo di incontro convenuto appunto a Northampton. Poco dopo Richard Grey e il conte di Rivers, lasciando il re a Stony Stratford, avanzarono con una metà delle loro forze verso Northampton, dove si incontrarono la sera con Riccardo e Buckingham, le cui forze congiunte contavano circa 600 uomini. La mattina seguente Riccardo diede ordine di arrestare Rivers e Grey e proseguì con Buckingham verso sud per raggiungere il nipote Edoardo a Stony Stratford, dove congedò il resto della scorta e assunse il suo ruolo di Lord Protettore, proseguendo per Londra con il nipote per entrarvi il 4 maggio 1483, mentre la regina madre, Elisabetta Woodville, insieme alle sue figlie e al principe Riccardo, fratello minore di Edoardo V, si rifugiavano presso l'abbazia di Westminster. Richard Grey e Antonio Rivers sarebbero stati poi giustiziati, con l'accusa di aver complottato contro il Lord Protettore, davanti ad un tribunale presieduto da Percy di Northumberland, il 25 giugno del medesimo anno.
Riunitosi a Londra, il Consiglio ed il Lord Protettore fissarono al 22 giugno la data dell'incoronazione di Edoardo V e al 25 giugno il suo primo Parlamento che avrebbe dovuto sancire la prosecuzione del Protettorato fino alla maggiore età del nuovo re. Su suggerimento del Duca di Buckingham, il 29 maggio Edoardo V fu alloggiato alla Torre di Londra, tradizionale residenza del sovrano, dove fu raggiunto, il 16 giugno, dal fratello minore, il Duca di York.
Il 13 giugno si svolse, presso la Torre, una riunione del Consiglio di Reggenza; Riccardo accusò Hastings e altri di aver cospirato contro di lui a vantaggio di Woodwille, implicando nel complotto l'amante di Hastings e di Thomas Grey, Jane Shore. Hastings fu accusato di tradimento e, secondo quanto riportato da Tommaso Moro oltre 50 anni dopo, sommariamente giustiziato. Gli altri cospiratori furono arrestati. Riccardo pose immediatamente la moglie di Hastings stesso sotto la propria protezione senza confiscarle i beni del marito, come era invece solito essere fatto nei confronti dei traditori, mentre John Morton, vescovo di Ely, fu affidato alla custodia del Duca di Buckingham.
Poco dopo, un sacerdote informò Riccardo che il matrimonio di Edoardo IV con Elisabetta Woodville era in realtà nullo a causa di una precedente promessa vincolante di nozze con Lady Eleanor Talbot; di conseguenza i figli di Edoardo IV risultavano illegittimi né avrebbero potuto vantare pretese al trono. Naturalmente, escludendo i figli di Edoardo ed Elisabetta e considerando che i figli del defunto Giorgio di Clarence erano già stati rimossi dalla linea di successione a causa del tradimento del padre, l'erede prossimo diveniva il Duca di Gloucester.
L'identità dell'informatore è nota attraverso le memorie del diplomatico francese Philippe de Commines, che indica Robert Stillington, vescovo di Bath e Wells e descrisse così la vicenda:
La notizia si diffuse ed il 22 giugno 1483, davanti alla cattedrale di St Paul di Londra, si svolse un violento sermone in cui il predicatore dichiarava illegittimi il re Edoardo V ed il fratello Riccardo, duca di York, proclamando che il solo legittimo erede fosse Riccardo di Gloucester. A seguito del sermone, i cittadini di Londra promossero una petizione al Lord Protettore, invitandolo ad assumere il peso della corona e, dopo quattro giorni di attesa, il 26 giugno Riccardo accettò.
Il 6 luglio 1483 Riccardo fu incoronato a Westminster con il nome di Riccardo III; il nove dello stesso mese il parlamento confermò la legittimità del sovrano con l'emanazione del Titulus Regius, definitivamente promulgato nel gennaio del 1484.
Quanto a Edoardo V e al fratello Riccardo, rimasero rinchiusi nella Torre di Londra e del loro destino, non si seppe più nulla, dando adito all'epoca ai sospetti secondo cui siano stati assassinati per ordine dello zio Riccardo, aspetto che, certamente, avrebbe contribuito ad indebolire la posizione del nuovo sovrano soprattutto nei riguardi dei numerosi sostenitori del defunto sovrano Edoardo IV.
La questione, tuttavia, è estremamente dibattuta per la mancanza di prove certe a carico del re e per via del fatto che questi richiamò a corte e trattò con grande riguardo la cognata Elisabetta Woodville e le di lei figlie, tra cui Elisabetta di York, offrendole la possibilità di sposare il principe del Portogallo Manuele d'Aviz.

### Regno
Tra i primi atti del nuovo sovrano si segnalarono l'abolizione delle restrizioni alla stampa, le forti dotazioni al King's College e, da parte della regina Anna Neville, al Queens' College, i progetti di costruzione di una nuova cappella nella cattedrale di York in cui avrebbero potuto officiare oltre 100 preti e la fondazione del College of Arms.

#### Riforme giuridiche
Riccardo promosse notevoli riforme giuridiche ed è ricordato per la fondazione, nel dicembre del 1483, delle prime Court of Requests affinché le persone più povere, e quindi incapaci di pagare un avvocato, potessero presentare le loro rimostranze ed essere ascoltate dalle autorità, per la traduzione dal francese all'inglese di tutte le leggi scritte e gli statuti allo scopo di favorirne la conoscenza.
Infine, nel gennaio del 1484, istituì il sistema del rilascio su cauzione per proteggere dal sequestro i beni dei sospetti criminali prima che si svolgesse il dibattimento giudiziario. In sintesi, lo storico Bertram Fields scrisse in merito alle riforme del re:

#### Rivolta di Buckingham
Nel 1483 sorse all'interno della fazione nobiliare che aveva sostenuto gli York un forte scontento per l'ascesa al trono del nuovo sovrano e ben presto il malcontento si tramutò in cospirazione, capeggiata da Henry Stafford, II duca di Buckingham, antico alleato di Riccardo, con lo scopo di restaurare Edoardo V sul trono.
Infatti, quando si diffusero voci secondo cui Edoardo V ed il fratello Riccardo erano morti nella Torre, Buckingham propose che il conte di Richmond, erede dei Lancaster, Enrico, tornasse dall'esilio per assumere il trono sposando Elisabetta di York, figlia di Edoardo IV ed Elisabetta Woodville.
Da parte sua, Buckingham sollevò una forza consistente dai propri possedimenti nel Galles e nelle marche orientali, mentre Enrico di Richmond, in esilio in Bretagna, ottenne un forte sostegno dal governatore del ducato di Bretagna, Pierre Landais, e dal duca Francesco II di Bretagna, che speravano di cementare l'alleanza tra l'Inghilterra e il proprio ducato una volta che Enrico fosse salito al trono. La flotta di Enrico di Richmond fu, tuttavia, ostacolata da una forte tempesta e dovette ritornare in Bretagna, l'esercito del duca di Buckingam, privo di supporti, si perse d'animo e il suo comandante tentò la fuga sotto mentite spoglie ma, riconosciuto, fu consegnato alle guardie del re in cambio della ricca taglia di 1000 sterline che era stata messa sulla sua testa, condannato per alto tradimento e decapitato a Salisbury il 2 novembre dello stesso anno.
Rimase però in vita la vedova di Buckingham, Caterina, la quale, successivamente all'ascesa al trono di Enrico Tudor, sposò suo zio, il Duca di Bedford Jasper Tudor. Repressi, almeno per il momento, i focolai di rivolta, Riccardo tentò di togliere al rivale ogni forma di supporto, offrendo al duca di Bretagna il proprio aiuto in cambio della consegna di Richmond, che però riuscì a fuggire a Parigi, dove ottenne il supporto della regina reggente, Anna di Beaujeu, la quale, timorosa della politica anti-francese di Riccardo (specialmente della possibilità che la Bretagna potesse ritornare sotto l'orbita inglese), gli fornì le truppe con le quali due anni dopo sarebbe sbarcato in Inghilterra allo scopo di deporlo o quanto meno di indebolirlo.

### Morte
Al principio del nuovo anno, la posizione politica di Riccardo cominciò ad indebolirsi: infatti, già nel Natale precedente Enrico Tudor giurò che avrebbe sposato Elisabetta di York, figlia del defunto Edoardo IV, in modo da riunire le case di Lancaster e York e poi, il 16 marzo del 1485, si spense la regina Anna Neville.
La morte della regina, sebbene fosse dovuta alla tubercolosi che da tempo l'affliggeva, fece nascere la diceria secondo cui fosse stato Riccardo stesso ad avvelenarla in modo da sposare la nipote Elisabetta, cosa che, certamente, non giovò alla reputazione già compromessa del sovrano. Va notato, tuttavia, che Riccardo contestò pubblicamente tali calunnie il 30 marzo 1485 all'Ospedale di St. John davanti ad un'assemblea di lord e maggiorenti della città di Londra, ai quali palesò il suo dolore per la perdita della moglie e che successivamente inviò Elisabetta al castello di Sheriff Hutton, a nord di York, insieme ai figli del fratello Giorgio, in attesa di concludere le trattative di matrimonio tra lui e Giovanna del Portogallo e tra il di lei cugino, il principe Manuele, ed Elisabetta stessa.
Nel 1485 Enrico Tudor sbarcò a Milford Haven per avanzare con le proprie truppe fino a Bosworth dove, in inferiorità numerica, fu bloccato dall'esercito di Riccardo. Il 22 agosto iniziò lo scontro, ma parte del contingente di Riccardo, agli ordini di Thomas Stanley, I conte di Derby, la cui moglie Lady Margaret Beaufort era la madre di Enrico Tudor, restò in disparte, mentre il fratello William Stanley passò direttamente agli ordini del conte di Richmond. Non è chiaro, invece, il ruolo di Henry Percy, IV conte di Northumberland, il quale, pur senza disertare, non impegnò a fondo le proprie truppe, lasciando sguarnito il re.

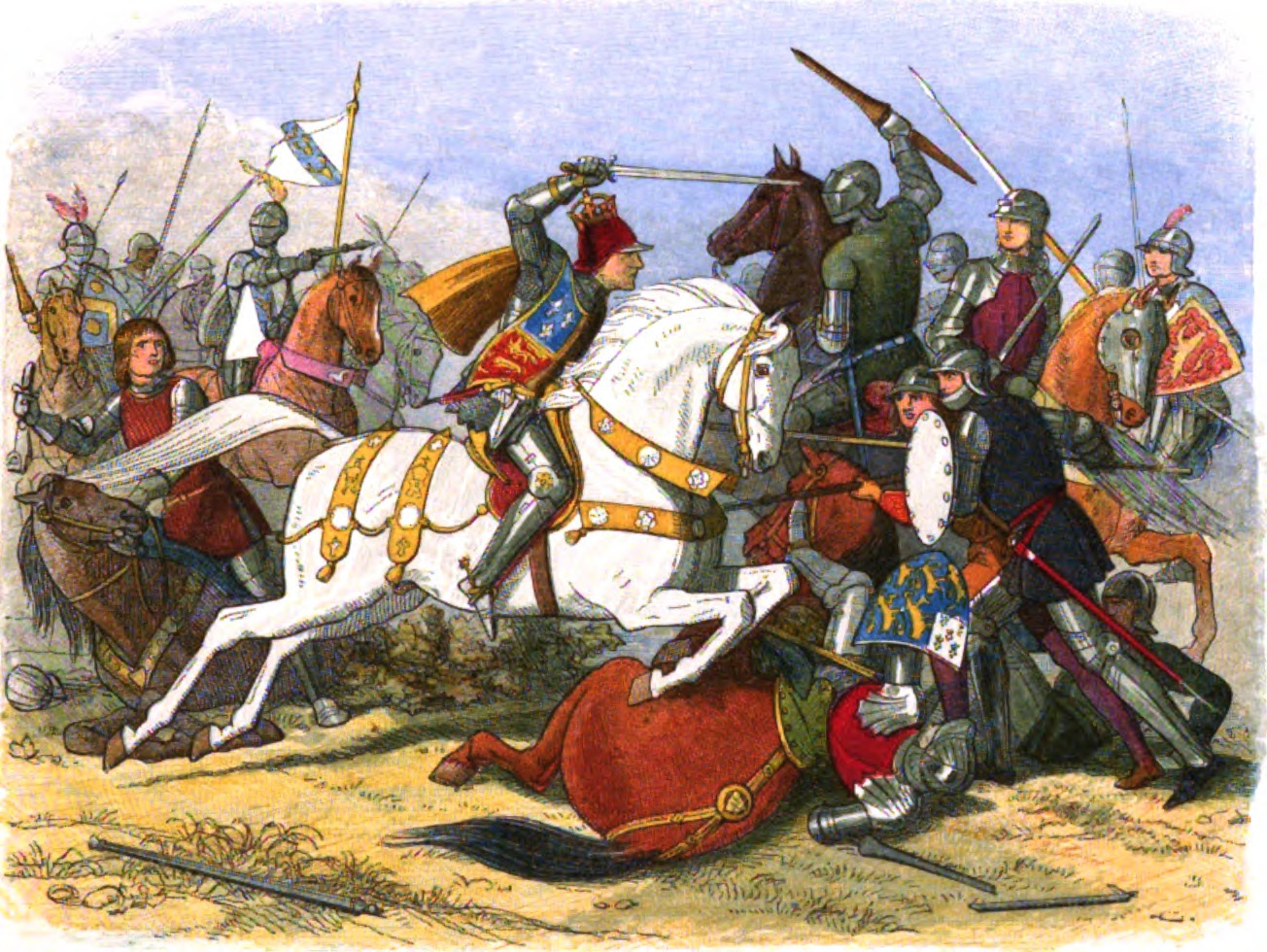
Riccardo III a Bosworth, illustrazione della Chronicle of England (p.453)

Infine, la morte di John Howard, I duca di Norfolk, depresse il morale delle truppe regie. Riccardo decise comunque di tentare il tutto per tutto e condusse personalmente una carica di cavalleria allo scopo di penetrare nelle schiere nemiche e mettere fuori combattimento Enrico Tudor. Agli inizi la manovra, condotta con coraggio e abilità, ebbe successo: Riccardo scompaginò le linee avversarie, disarcionò personalmente Sir John Cheyne, noto campione di tornei, ed uccise Sir William Brandon, portatore dello stendardo dei Lancaster, per giungere a pochi metri dall'avversario.
Non giunsero, tuttavia, rinforzi dal resto del contingente e il re rimase circondato dai soldati di Sir William Stanley e quindi ucciso. In merito le testimonianze non sono chiare: il cronista borgognone Jean Molinet afferma che un alabardiere gallese colpì mortalmente il sovrano mentre il suo cavallo era bloccato nel terreno paludoso e altri aggiungono che il colpo fu così violento da spingere l'elmo del re all'interno del cranio, uccidendolo dopo alcuni istanti di incoscienza.
Anche il poeta contemporaneo gallese Guto'r Glyn afferma che l'uccisore del re fosse o il comandante delle truppe gallesi, Rhys ap Thomas, o uno dei suoi uomini, scrivendo in gallese "Lladd y baedd, eilliodd EI ben", ovvero "uccise il cinghiale e rasò la testa", anche se il termine "eilliodd", comunemente tradotto come voce del verbo rasare, potrebbe significare tagliare o affettare. In ogni caso tali elementi sono stati confermati dal ritrovamento archeologico, dove è possibile notare che il re subì otto ferite al cranio, di cui una lama aveva rimosso la parte posteriore.
Polidoro Virgili, storico ufficiale di Enrico Tudor, scrisse che re Riccardo è stato ucciso combattendo coraggiosamente, da solo, nella calca più fitta dei suoi nemici. Infine, secondo la tradizione, Riccardo, prima della battaglia, consultò una veggente a Leicester, la quale gli avrebbe predetto che "where your spur should strike on the ride into battle, your head shall be broken on the return", ovvero "ove il tuo sperone dovesse colpire nella cavalcata verso la battaglia, la tua testa sarà rotta al ritorno". Andando in battaglia, Riccardo colpì con lo sperone una pietra sul ponte di Bow Bridge ed al ritorno il suo cadavere, trasportato dai nemici, colpì violentemente la stessa pietra, aprendo il cranio.
Più recentemente, Annette Carson descrisse in questi termini la morte del sovrano:

### Successione
Riccardo fu il terzo e ultimo monarca della casa di York, e assieme al primo, suo fratello Edoardo IV, il monarca inglese con il più alto coefficiente di consanguineità: infatti discendeva, da parte del padre, dal terzo (Lionello Plantageneto, I duca di Clarence, in via femminile) e quinto (Edmondo Plantageneto, I duca di York, in via maschile) figlio di Edoardo III e, da parte di madre, da Giovanni Plantageneto, I duca di Lancaster, quarto figlio dello stesso Edoardo.
Al tempo della battaglia di Bosworth, Riccardo era vedovo e senza figli legittimi.
Pertanto, dopo la morte del figlio, egli nominò erede il nipote Edoardo, giovane figlio di suo fratello, Giorgio duca di Clarence, e di Isabella Neville, sorella della regina Anna; dopo il decesso di quest'ultima, Riccardo designò un altro nipote, John de la Pole, conte di Lincoln. Con l'annullamento del Titulus Regius, l'erede della casa di York fu Elisabetta, che sposò l'erede dei Lancaster, Enrico Tudor.
Occorre ricordare, infine, che, se la dichiarazione di illegittimità di Edoardo V fosse stata accettata, gli eredi di Giorgio, duca di Clarence, sarebbero stati nel contempo eredi della casa degli York ed al trono di Inghilterra (in stretta applicazione delle leggi medioevali sulla successione), e pertanto l'attuale erede sarebbe il figlio di Michael Abney-Hastings conte di Loudoun, Simon Abney-Hastings.
Attualmente, invece, la legge di successione britannica, atto normativo facente parte delle norme di rilevanza costituzionale, (risalente al 1701) prevede che l'attuale re, Carlo III del Regno Unito sia il legittimo sovrano.

## Sepoltura e rinvenimento dei resti
Dopo la battaglia, il cadavere di Riccardo fu trasportato nella vicina città di Leicester, esposto per due giorni perché ne fosse riconosciuta la morte e sepolto senza onori funebri. Si ritiene che la sua tomba sia stata distrutta durante il periodo della Riforma anglicana e la dissoluzione dei monasteri voluta da Enrico VIII, e i resti dell'ultimo re plantageneto furono smarriti per oltre 500 anni.
Il dramma storico di William Shakespeare, Riccardo III, ha contribuito a renderlo un personaggio negativo. Le caratteristiche fisiche attribuitegli da Shakespeare – il braccio avvizzito, l'andatura zoppicante, la gobba – a lungo considerate invenzioni di Tommaso Moro (autore di una biografia del re che tanto influenzò il drammaturgo) - sono state in gran parte confermate in seguito al ritrovamento dello scheletro del re il 25 agosto 2012 in un parcheggio della città di Leicester dove ai tempi sorgeva il convento dei frati francescani, ultimo luogo di esposizione del cadavere e sepoltura del defunto sovrano.

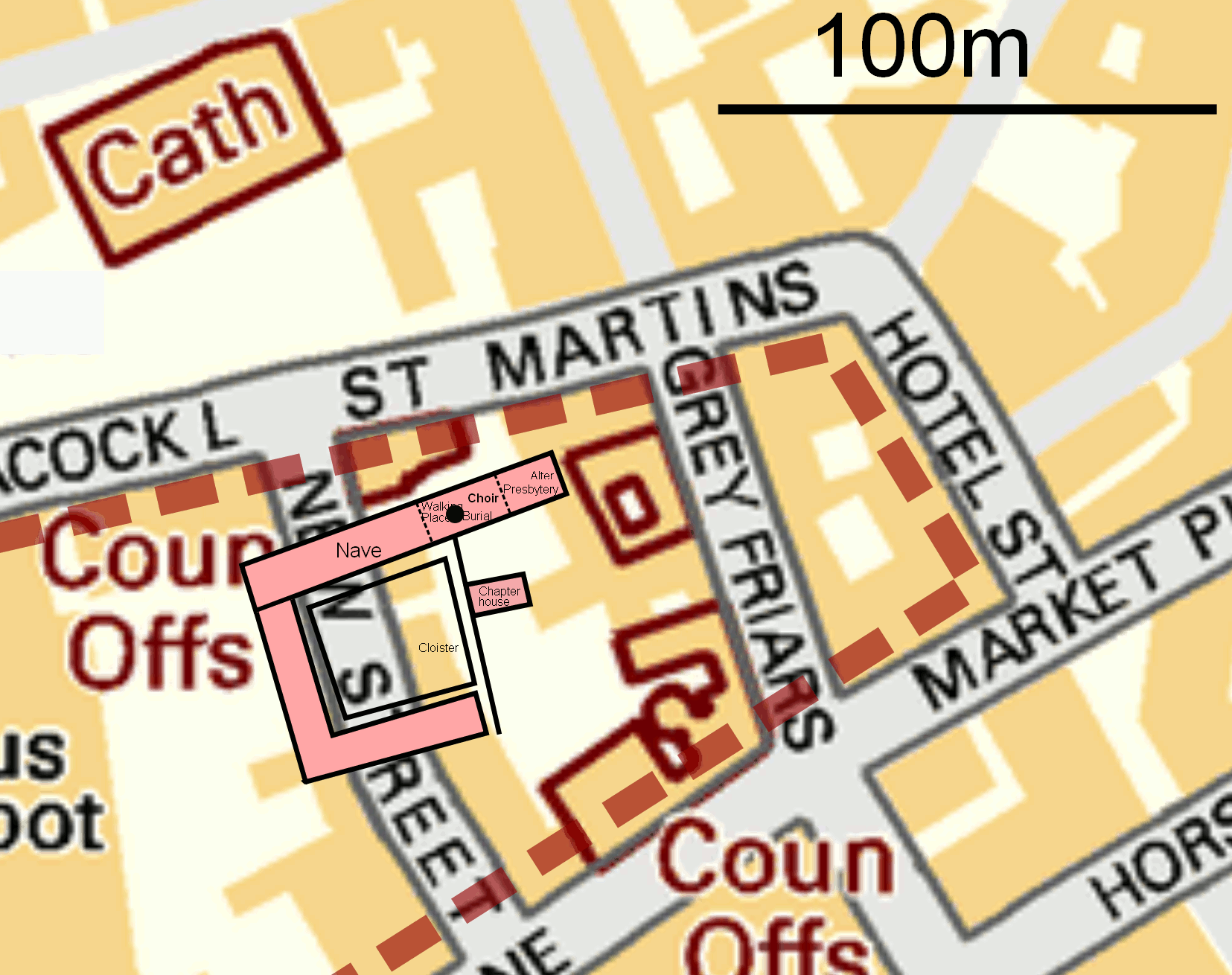
Sito della Greyfriars Church, a Leicester, in rosa, sovrapposto a una mappa moderna della zona. Lo scheletro di Riccardo III è stato recuperato nel settembre 2012 al centro del coro, segnalato da un puntino nero.

Il 24 agosto 2012 l'Università di Leicester e il Leicester City Council, in collaborazione con la Richard III Society, annunciarono di aver unito le loro forze per iniziare una ricerca dei resti di re Riccardo III. Guidati dalla University of Leicester Archaeological Services (ULAS), gli esperti proposero di individuare il sito della Greyfriars Church e di scoprire se i suoi resti vi fossero ancora sepolti. La ricerca portò all'individuazione del sito posto sotto un parcheggio.
In parallelo, lo storico britannico John Ashdown-Hill, attraverso una ricerca genealogica, rintracciò la linea di sangue materna di Riccardo, sopravvissuta fino al XXI secolo. Una donna di origini inglesi emigrata in Canada dopo la seconda guerra mondiale, Joy Ibsen, fu identificata come una nipote di 16ª generazione del re. Anche se la Ibsen era morta nel 2008, suo figlio Michael ha potuto fornire al gruppo di ricerca, il 24 agosto 2012, un campione di DNA mitocondriale, prelevato tramite tampone dalla bocca. Il DNA mitocondriale, che ha la peculiarità di essere tramandato dal solo lato materno e rimanere per questo inalterato nelle generazioni, poté essere usato per confrontare i campioni di resti umani del sito di scavo con il diretto discendente per linea materna.

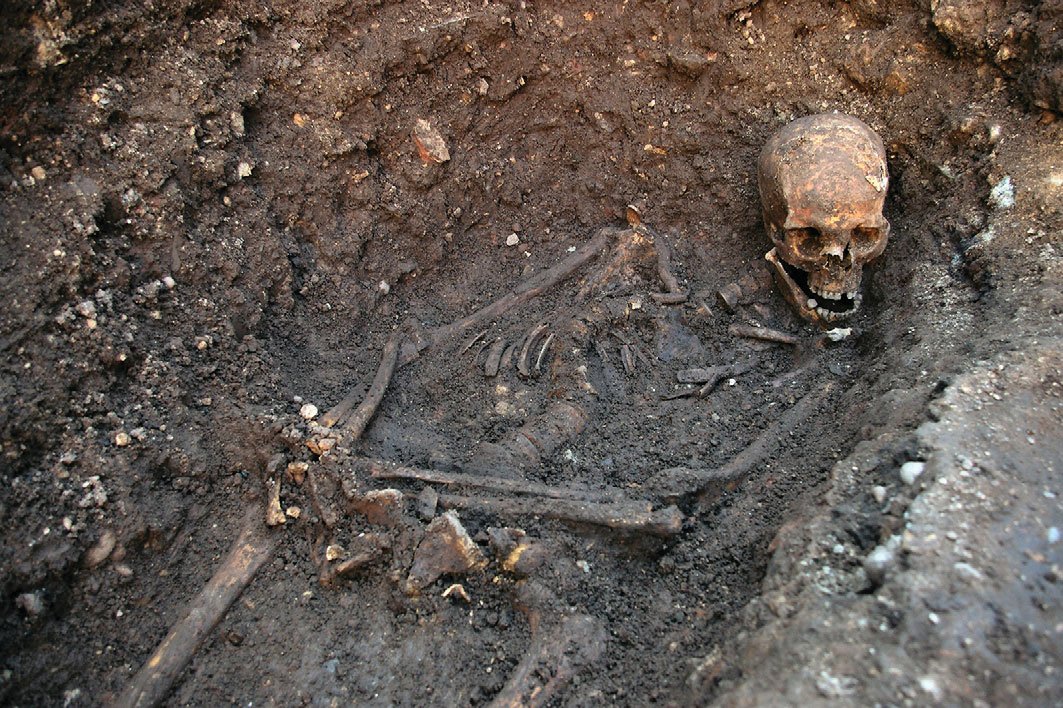

Il 5 settembre 2012 gli archeologi annunciarono di aver individuato la Greyfriars Church e, due giorni dopo, la posizione del giardino di Robert Herrick, dove agli inizi del XVII secolo sorgeva un monumento a Riccardo III. Ossa umane sono state trovate sotto il coro della chiesa. Il 12 settembre 2012 è stato annunciato che uno scheletro scoperto durante la ricerca avrebbe potuto essere quello di Riccardo III: il corpo era di un maschio adulto, sepolto sotto il coro della chiesa, con una scoliosi della colonna vertebrale che rendeva una spalla più elevata rispetto all'altra, in misura dipendente dalla gravità della condizione. Inoltre vi era una punta di freccia conficcata nella colonna vertebrale e vi erano ferite perimortem al cranio. La dottoressa Jo Appleby, osteoarcheologa facente parte della squadra che ha scoperto lo scheletro, ha descritto la seconda come «una ferita mortale inferta in un campo di battaglia nella parte posteriore del cranio». Il 15 dicembre 2012 il Daily Telegraph ha riferito che sarebbero state effettuate ulteriori prove di laboratorio, incluso il confronto del DNA, per verificare l'identità, ma che altri elementi trovati sul sito sembravano confermare i resti come quelli del re.
Lo storico e parlamentare inglese Chris Skidmore ha dichiarato che i resti, qualora ne fosse stata confermata l'appartenenza a Riccardo III, avrebbero dovuto essere sepolti con un funerale di Stato. Il governo ha dichiarato che in tal caso sarebbero stati sepolti nella cattedrale di Leicester, ubicata dall'altra parte della strada rispetto al punto di rinvenimento della tomba. L'annuncio formale, dapprima programmato per il gennaio 2013, fu successivamente rimandato a lunedì 4 febbraio 2013, quando l'Università di Leicester confermò che lo scheletro apparteneva a re Riccardo III al di là di ogni ragionevole dubbio.
Questa conclusione si basa sugli elementi di prova del DNA, sulle analisi del suolo, sulla prova dentale, e non ultimo sulle caratteristiche fisiche dello scheletro, che sono coerenti con i racconti contemporanei sull'aspetto di Riccardo. Il team ha annunciato che quella che in un primo momento era ritenuta una punta di freccia scoperta accanto al corpo è in realtà un chiodo di epoca romana, probabilmente interrato al momento della sepoltura. Sono state riscontrate numerose ferite peri-mortem sul corpo e parte del cranio era stata tagliata con un'arma a lama, causando una morte rapida. Il team ha concluso che è improbabile che il re indossasse un elmo nei suoi ultimi momenti.

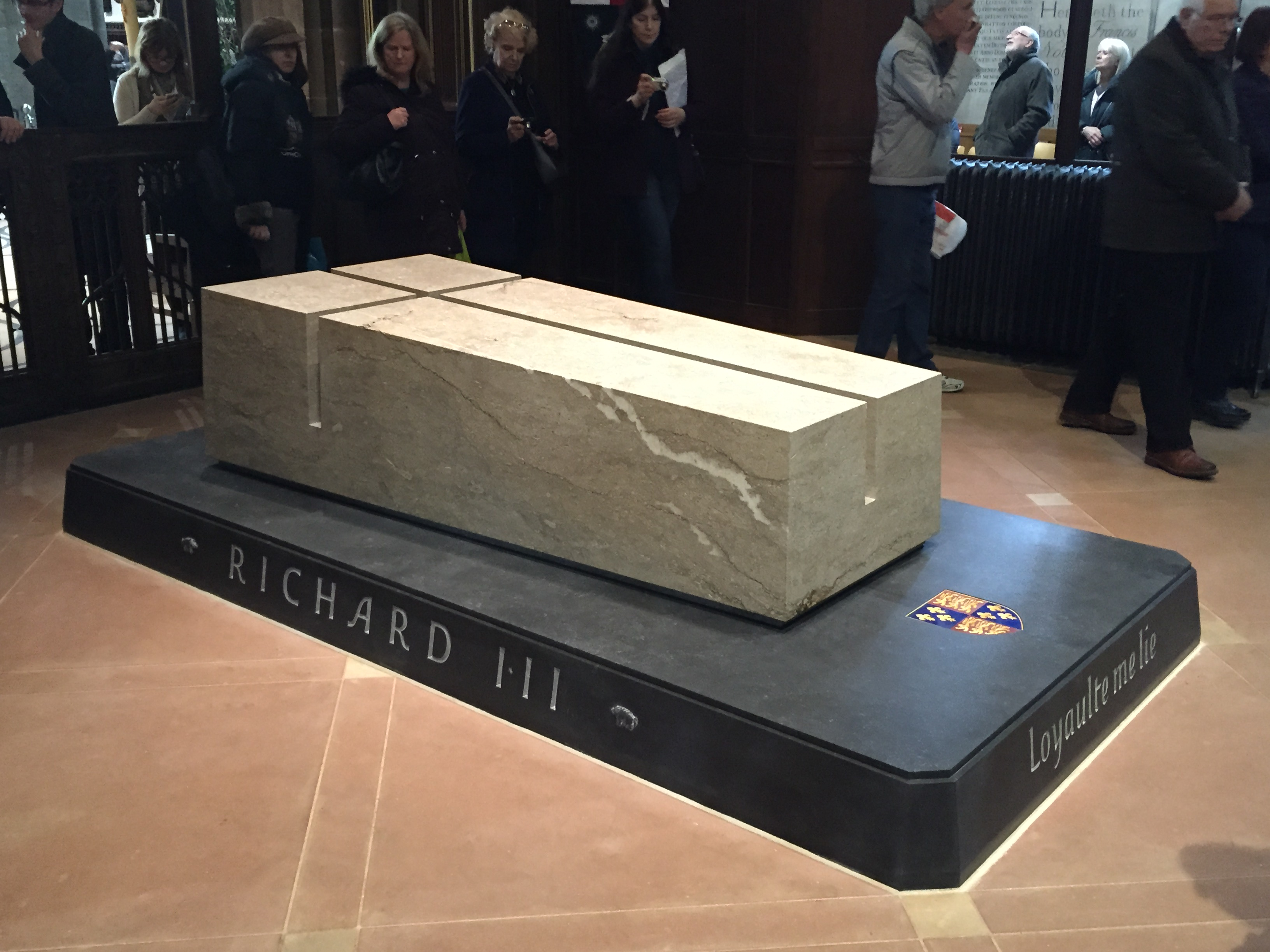
La tomba di Riccardo III

Il 4 febbraio 2013 gli esperti dell'Università di Leicester, per voce del capo del team di ricerca Richard Buckley, hanno confermato che, anche alla luce dei test del DNA mitocondriale confrontato con quello di due odierni discendenti di linea collaterale femminile della sorella di Riccardo III, Anna di York, il corpo riesumato nel mese di settembre 2012, al di là di ogni ragionevole dubbio, è quello di Riccardo III, ultimo re d'Inghilterra della dinastia dei Plantageneti. I resti di Riccardo III sono stati reinumati in una nuova tomba nella cattedrale di Leicester durante una cerimonia ufficiale tenuta il 26 marzo 2015.
Il sindaco di Leicester, dopo una vertenza legale conclusa nel marzo del 2014, ha annunciato che nei primi mesi del 2015 lo scheletro del re sarebbe stato seppellito nella cattedrale di Leicester e che gli sarebbe stato dedicato un museo negli edifici scolastici vittoriani vicino alla tomba.
Il 22 marzo 2015 hanno avuto inizio le celebrazioni solenni per l'inumazione dei resti di Riccardo nella cattedrale di Leicester, tenutasi il 26 marzo 2015 durante una cerimonia ufficiale alla presenza del cugino della regina Elisabetta II d'Inghilterra, l'attuale Duca di Gloucester.

## Giudizi
L'immagine storica di Riccardo III fu (e rimane tuttora) estremamente controversa per la estrema soggettività delle fonti del tempo, divise tra favorevoli e contrarie alla Casa di York e per il fatto che nessuna di esse in ogni caso è dovuta a persone che avessero una profonda conoscenza del re, come fa notare la storica Alison Hanham in Richard III and his early historians 1483–1535 (1975 Oxford).
Infatti, sebbene siano giunte ai nostri giorni numerose fonti scritte, quali la Croyland Chronicle, le memorie del viaggiatore e cortigiano francese Philippe de Commines, i rapporti dell'italiano Domenico Mancini (De Occupatione Regni Anglie per Riccardum Tercium), le Cronache di Robert Fabyan oltre a parecchi documenti e atti parlamentari, nessuna di esse può dirsi esente da partigianeria politica.
Ad esempio, se, vivente Riccardo, il memorialista John Rous lo aveva gratificato definendolo come un signore benevolo, di gran cuore e che si era distinto punendo severamente gli oppressori della gente comune, dopo la ascesa al trono di Enrico Tudor lo stesso Rous cambiò prospettiva, descrivendolo come malvagio, machiavellico, fisicamente deforme, gli attribuì l'omicidio di re Enrico VI Lancaster e sostenne che era giunto al punto di avvelenare la propria moglie, Anna Neville.
Tale cambiamento, in effetti, è dovuto alla forte campagna propagandistica promossa dai Tudor i quali cercavano di legittimare la propria ascesa al trono e che trova il suo culmine negli scritti di Polidoro Virgili e di Tommaso Moro da cui sarà tratta l'opera omonima di Shakespeare. È da notare che nell'anno in cui Riccardo III morì, Tommaso Moro aveva 7 anni e che, quindi, le notizie da lui riportate difficilmente possono essere di prima mano.
Rispetto a Rous, Polidoro Virgili e Tommaso Moro sottolinearono le forti malformazioni fisiche, già accennate dal primo, e le interpretarono come segnale di una mente malvagia e diabolica: More lo dipinse come piccolo di statura, debole di gambe, dai lineamenti duri, Virgili aggiunse che aveva la spalla destra più alta della sinistra, entrambi concordano nel definirlo subdolo, manipolatore, scaltro, infido e spavaldo. Tutte queste caratteristiche furono ampiamente riprese da Shakespeare che così introduce lui e le sue smodate ambizioni:
(Enrico VI, parte III, atto II scena 2 versi 1646-1650.)
Nei secoli seguenti, sebbene permanesse la reputazione di Riccardo come abile ed equanime legislatore, come attestarono William Camden e Francis Bacon, si consolidò la fama di uomo malvagio e senza scrupoli.
Tra gli altri, David Hume, descrisse il sovrano come persona che frequentemente ricorse alla dissimulazione per nascondere un'indole feroce e selvaggia che aveva abbandonato tutti i principi di onore e umanità; poi, pur riconoscendo che alcuni storici avevano sostenuto l'abilità nel governo e la profonda cultura giuridica del re, sottolinea comunque che il suo esercizio del potere, a tutti gli effetti arbitrario, incoraggiò l'instabilità socio-politica dell'epoca.
Infine, James Gairdner, uno dei più importanti biografi del sovrano di cui curò la voce nel Dictionary of National Biography, dichiarò che, avendo iniziato lo studio da un punto di vista neutrale, non poteva non avallare la descrizione di Shakespeare e More, al di là di alcune esagerazioni.
Con il tempo, però, anche Riccardo ebbe dei difensori il primo dei quali fu George Buck, discendente di un sostenitore degli York, che completò una biografia del sovrano nel 1619 (poi pubblicata nel 1646). Nell'opera, l'autore attacca duramente le "improbabili imputazioni" allegate dagli scrittori di parte Tudor comprese le presunte deformità e gli omicidi attribuiti al re e riporta numeroso materiale d'archivio tra cui il "Titolus Regius" di cui Buck ritrovò l'unica copia sopravvissuta alla censura Tudor all'interno del Croyland Chronicle. Buck asserì anche di avere letto una lettera autografa di Elisabetta di York che mostrava il suo desiderio di sposare il re, ma contrariamente al Titulus Regius, Buck non presentò mai questa lettera, se mai esistita.
In seguito, Horace Walpole in Historic Doubts on the Life and Reign of King Richard the Third (1768), sottolineò che qualunque anomalia fisica potesse derivare da una distorsione minore alla spalla e che non sussiste alcuna prova per affermare il coinvolgimento del re nelle morti di Enrico VI, del Duca di Clarence e poi dei nipoti.
Clements Markham, invece, in risposta al lavoro di Gairdner, nell'opera Richard III: his life & character, reviewed in the light of recent research (Londra: Smith & Elder 1906) afferma la colpevolezza di Enrico VII in merito all'omicidio dei principi nella torre e aggiunge che ogni altro crimine è dovuto alla propaganda dei Tudor.
Più equilibrati si mostrano Alfred Legge e Charles Ross. Il primo ne l'opera The Unpopular King, (Londra: Ward & Downey 1885) ne accoglie, pur con alcune riserve, la grandezza d'animo, deformata dall'ingratitudine di altri; il secondo, ricordando quanto al tempo di Riccardo l'Inghilterra fosse in un'epoca spietata e violenta e che tale contesto contagiasse non poco gli alti ranghi della società, incluso lo stesso sovrano.
Quanto a Paul Murray Kendall, nel suo Richard III scrisse:
Le vicende biografiche e la personalità di Riccardo III sono state anche il soggetto de La figlia del tempo, un romanzo giallo di Josephine Tey del 1951. Nel giallo della Tey, l'ispettore Grant di Scotland Yard, immobilizzato in un letto d'ospedale per una frattura a una gamba, non resiste all'inazione e decide di condurre un'inchiesta per stabilire se Riccardo III fosse davvero quel personaggio sciagurato e malvagio che conosciamo dal dramma di Shakespeare e dalla sua fonte principale, la Storia di Riccardo III di Tommaso Moro. Arriva alla conclusione che Riccardo III non fosse assolutamente un mostro, come ci è stato fatto credere, e che l'opinione negativa che si ha su di lui è frutto della propaganda dei Tudor.
Infine, nel corso del XX secolo sono nati diversi gruppi, di cui il più antico è la Richard III Society, fondata nel 1924, dedicati a migliorare la reputazione del sovrano.

### Carattere
Analizzandone la psicologia, Michael A. Hicks scrive:

### Rappresentazioni
L'opera principale è ovviamente l'omonima opera teatrale di Shakespeare. Protagonista del più celebre fra i "drammi storici" del Bardo, la sua figura è proverbialmente associata al concetto di "corruzione del potere". Nell'immaginario popolare, alimentato dai palcoscenici teatrali e non dagli archivi polverosi della storia, Riccardo è il mostro deforme, gobbo storto, rachitico, che uccide il fratello la moglie e due nipotini innocenti per arrivare a un trono da cui cadrà ben presto; odiato da tutti abbandonato dai più, massacrato mentre grida «un cavallo, un cavallo, il mio regno per un cavallo». E mentre l'attendibilità storica del Riccardo shakespeariano è pressoché nulla, è indubbiamente ad esso che deve la sua immortalità.
Si ricordano anche i film Tower of London del 1939, con Basil Rathbone e Boris Karloff; Riccardo III del 1955, diretto ed interpretato da Laurence Olivier e l'omonimo film del 1995, diretto da Richard Loncraine con protagonista Ian McKellen.
Nel 2013, la BBC ha prodotto una serie incentrata sulla Guerra delle due rose, in cui si narrano le vicende delle due casate di York e Lancaster in seguito alla ascesa al trono di Edoardo IV. The White Queen è tratto da una trilogia della scrittrice inglese, Philippa Gregory, e a prestare il volto al re Riccardo III è l'attore Aneurin Barnard.
Nel 2016, la BBC ha prodotto un secondo ciclo di adattamenti dei drammi storici di William Shakespeare, The Hollow Crown: The Wars of the Roses, in cui erano inclusi Enrico VI, parte II, Enrico VI, parte III e Riccardo III di William Shakespeare in cui il sovrano è protagonista ed il ruolo era interpretato da Benedict Cumberbatch.
Da ricordare anche l'opera lirica Riccardo III, del compositore sassarese Luigi Canepa, composta nel 1879.

## Araldica
Come duca di Gloucester, Riccardo utilizzò lo Stemma reale d'Inghilterra, con nel primo e nel terzo quarto i tre gigli di Francia su campo blu, per indicare le pretese al trono di Parigi risalenti ad Edoardo III, e nel secondo e nell'ultimo quarto i tre leopardi in campo rosso con l'aggiunta (brisura) di un lambello a tre gocce che presentano a loro volta tre ermellini affiancati ad un cantone rosso
Come sovrano, Riccardo ricevette gli onori di Dei Gratia Rex Angliae et Franciae et Dominus Hiberniae, l'uso dello stemma reale cui appose il motto Loyaulte me lie traducibile con "La Lealtà mi vincola" e adottò il cinghiale bianco come proprio simbolo personale. È noto informalmente anche con il nomignolo di Dickon per via di una leggenda secondo cui, alla vigilia della Battaglia di Bosworth, fu inviato al Duca di Norfolk un avviso recante la predizione di un tradimento che suonava in questi termini: Jack of Norffolke be not to bolde,/For Dyckon thy maister is bought and solde.

Stemma di Riccardo come Duca di Gloucester
Stemma di Riccardo come Re d'Inghilterra

## Ascendenza
|                                               |                                          |                                            | Genitori                             |  |  | Nonni |  |  | Bisnonni                             |  |  | Trisnonni                 |  |
|                                               |                                          |                                            |                                      |  |  |       |  |  | Edmondo Plantageneto, I duca di York |  |  | Edoardo III d'Inghilterra |  |
|                                               |                                          |                                            |                                      |  |  |       |  |  | Edmondo Plantageneto, I duca di York |  |  | Edoardo III d'Inghilterra |  |
|                                               |                                          | Filippa di Hainaut                         |                                      |  |  |       |  |  | Edmondo Plantageneto, I duca di York |  |  |                           |  |
| Riccardo Plantageneto, III conte di Cambridge |                                          |                                            |                                      |  |  |       |  |  | Edmondo Plantageneto, I duca di York |  |  |                           |  |
|                                               |                                          | Isabella di Castiglia                      | Pietro I di Castiglia                |  |  |       |  |  |                                      |  |  |                           |  |
|                                               |                                          | Isabella di Castiglia                      | Pietro I di Castiglia                |  |  |       |  |  |                                      |  |  |                           |  |
|                                               |                                          | Isabella di Castiglia                      | Maria di Padilla                     |  |  |       |  |  |                                      |  |  |                           |  |
| Riccardo Plantageneto, III duca di York       |                                          | Isabella di Castiglia                      |                                      |  |  |       |  |  |                                      |  |  |                           |  |
|                                               |                                          | Ruggero Mortimer, IV conte di March        | Edmondo Mortimer, III conte di March |  |  |       |  |  |                                      |  |  |                           |  |
|                                               |                                          | Ruggero Mortimer, IV conte di March        | Edmondo Mortimer, III conte di March |  |  |       |  |  |                                      |  |  |                           |  |
|                                               |                                          | Ruggero Mortimer, IV conte di March        | Filippa Plantageneta                 |  |  |       |  |  |                                      |  |  |                           |  |
| Anna Mortimer                                 |                                          | Ruggero Mortimer, IV conte di March        |                                      |  |  |       |  |  |                                      |  |  |                           |  |
|                                               |                                          | Alianore Holland                           | Thomas Holland, II conte di Kent     |  |  |       |  |  |                                      |  |  |                           |  |
|                                               |                                          | Alianore Holland                           | Thomas Holland, II conte di Kent     |  |  |       |  |  |                                      |  |  |                           |  |
|                                               |                                          | Alianore Holland                           | Alice FitzAlan                       |  |  |       |  |  |                                      |  |  |                           |  |
| Riccardo III d'Inghilterra                    |                                          | Alianore Holland                           |                                      |  |  |       |  |  |                                      |  |  |                           |  |
|                                               | John Neville, III barone Neville di Raby | Ralph Neville, II barone Neville di Raby   |                                      |  |  |       |  |  |                                      |  |  |                           |  |
|                                               | John Neville, III barone Neville di Raby | Ralph Neville, II barone Neville di Raby   |                                      |  |  |       |  |  |                                      |  |  |                           |  |
|                                               | John Neville, III barone Neville di Raby | Alice Audley                               |                                      |  |  |       |  |  |                                      |  |  |                           |  |
| Ralph Neville, I conte di Westmorland         | John Neville, III barone Neville di Raby |                                            |                                      |  |  |       |  |  |                                      |  |  |                           |  |
|                                               |                                          | Maud Percy                                 | Henry de Percy, II barone Percy      |  |  |       |  |  |                                      |  |  |                           |  |
|                                               |                                          | Maud Percy                                 | Henry de Percy, II barone Percy      |  |  |       |  |  |                                      |  |  |                           |  |
|                                               |                                          | Maud Percy                                 | Idonea Clifford                      |  |  |       |  |  |                                      |  |  |                           |  |
| Cecily Neville                                |                                          | Maud Percy                                 |                                      |  |  |       |  |  |                                      |  |  |                           |  |
|                                               |                                          | Giovanni Plantageneto, I duca di Lancaster | Edoardo III d'Inghilterra            |  |  |       |  |  |                                      |  |  |                           |  |
|                                               |                                          | Giovanni Plantageneto, I duca di Lancaster | Edoardo III d'Inghilterra            |  |  |       |  |  |                                      |  |  |                           |  |
|                                               |                                          | Giovanni Plantageneto, I duca di Lancaster | Filippa di Hainaut                   |  |  |       |  |  |                                      |  |  |                           |  |
| Joan Beaufort, contessa di Westmorland        |                                          | Giovanni Plantageneto, I duca di Lancaster |                                      |  |  |       |  |  |                                      |  |  |                           |  |
|                                               |                                          | Katherine Swynford                         | Payne De Roet                        |  |  |       |  |  |                                      |  |  |                           |  |
|                                               |                                          | Katherine Swynford                         | Payne De Roet                        |  |  |       |  |  |                                      |  |  |                           |  |
|                                               |                                          | Katherine Swynford                         | ?                                    |  |  |       |  |  |                                      |  |  |                           |  |
|                                               |                                          | Katherine Swynford                         |                                      |  |  |       |  |  |                                      |  |  |                           |  |